# 2003 YJ179
2003 YJ179, também escrito como 2003 YJ179, é um objeto transnetuniano que está localizado no Cinturão de Kuiper, uma região do Sistema Solar. Este corpo celeste é classificado como um cubewano. Ele possui uma magnitude absoluta de 7,1 e tem um diâmetro estimado com 146 km.

## Descoberta
2003 YJ179 foi descoberto no dia 16 de dezembro de 2003 pelo astrônomo Marc W. Buie.

## Órbita
A órbita de 2003 YJ179 tem uma excentricidade de 0,080 e possui um semieixo maior de 43,701 UA. O seu periélio leva o mesmo a uma distância de 40,216 UA em relação ao Sol e seu afélio a 47,185 UA.